# أنخيل سانشيز
أنخيل سانشيز (بالإنجليزية: Ángel Sánchez) هو لاعب كرة قاعدة أمريكي، ولد في 20 سبتمبر 1983 في Humacao, Puerto Rico ‏ في بورتوريكو.

## وصلات خارجية
- أنخيل سانشيز على موقع دوري كرة القاعدة الرئيسي (الإنجليزية)
- أنخيل سانشيز على موقعبيزبول رفرنس.كوم (الدوري الرئيسي) (الإنجليزية)
- أنخيل سانشيز على موقعبيزبول رفرنس.كوم (الدوري الثانوي) (الإنجليزية)
- أنخيل سانشيز على موقع إي إس بي إن.كوم (أم.أل.بي) (الإنجليزية)
- أنخيل سانشيز على موقع مشجعي الرسوم البيانية (الإنجليزية)